# Округ Себастијан (Арканзас)
Округ Себастијан (енгл. Sebastian County) је округ у америчкој савезној држави Арканзас. По попису из 2010. године број становника је 125.744. Седиште округа је град Гринвуд и Форт Смит.

## Демографија
Према попису становништва из 2010. у округу је живело 125.744 становника, што је 10.673 (9,3%) становника више него 2000. године.
| Група             | 2000.          | 2010.          |
| Белци             | 92.010 (80,0%) | 91.585 (72,8%) |
| Афроамериканци    | 7.086 (6,2%)   | 8.019 (6,4%)   |
| Азијати           | 4.039 (3,5%)   | 5.102 (4,1%)   |
| Хиспаноамериканци | 7.710 (6,7%)   | 15.445 (12,3%) |
| Укупно            | 115.071        | 125.744        |